# Undrið FF
L'Undrið FF, o Undrið Fótbóltsfelag, és un club de futbol feroès de la ciutat de Tórshavn. El club va ser fundat el 18 de gener del 2006 amb el nom d'Undri FF, el que el converteix en el club més jove de la Federació de Futbol de les Illes Fèroe. Juga a l'estadi inferior de Gundadalur (el Niðari vøllur).

## Història
El club deu el seu nom al primer patrocinador que va tenir, l'empresa islandesa productora de sabó Undri, que significa "meravella". En feroès significa el mateix, però s'hi afegeix l'article definit quedant Undrið. Tanmateix la pronúncia no varia. Des de la temporada 2010 el club es diu oficialment Undrið.
La idea de crear un nou equip de futbol va començar amb una festa d'aniversari el 2005. A la temporada 2010, l'equip va perdre la final de la 3. Deild (la 4a divisió feroesa) davant el B36, tot i que va acabar aconseguint l'ascens a la 2. Deild (la 3a divisió feroesa). Aquell mateix any el club també va anunciar el fitxatge de Rúni Elttør i Høgni Joensen, tots dos antics futbolistes feroesos de primer nivell, com a entrenadors de l'equip per a la temporada 2011.
La temporada 2019 va quedar 8è de la 2. Deild, a només dos punts del descens.

## Palmarès
- 3. Deild
  - 2010 (finalista)
  - 2017 (campió)